# Ekosabotage

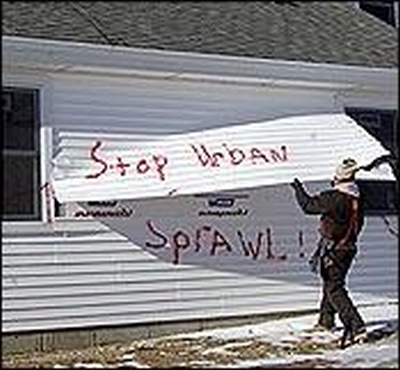
Texten 'Stop Urban Sprawl, sprayad på en byggnad av Earth Liberation Front.

Ekosabotage eller ekotage är miljöaktivism som använder sabotage av egendom i syfte att stoppa miljöförstöring. 

## Begreppsdefinition
Termen Ekoterrorism har föreslagits avse brottsliga gärningar som är relaterat till naturen, djurs välbefinnande eller till det ekologiska systemet, och där gärningsmännen eftersträvar att gärningen skall påverka samhället i en vidare mening.
Av den definitionen följer det att om gärningsmännen inte har ett sådant syfte bör man undvika att kalla sådana gärningar för Ekoterrorism. Sådana handlingar bör i stället benämnas som fall av Ekosabotage.

## Omfattning
Det mest namnkunniga nätverket som ägnar sig åt ekotage är Earth Liberation Front (ELF), öv.s. Jordens Befrielsefront, en systerorganisation till Animal Liberation Front, öv.s. Djurens Befrielsefront, och även i något mindre utsträckning Earth First!. 
I Sverige har det under senaste året synts ett ökande av ekosabotage och grupper som Jordens Befrielsefront tar på sig skulden för brandattentat mot urbaniseringsprojekt, kommunikationsmaster och andra hot mot biologisk mångfald och fungerande ekosystem.